# Oberems (Zwitserland)
Oberems is een gemeente en plaats in het Zwitserse kanton Wallis, en maakt deel uit van het district Leuk.
Oberems telt 126 inwoners.